# Melodinus chinensis
Melodinus chinensis är en oleanderväxtart som beskrevs av Ping Tao Li och Z.R. Xu. Melodinus chinensis ingår i släktet Melodinus och familjen oleanderväxter. Inga underarter finns listade i Catalogue of Life.